# 江別市役所大麻出張所
江別市役所大麻出張所（えべつしやくしょおおあさしゅっちょうじょ）とは、江別市役所の業務の一部を分掌する江別市の施設（出先機関）である。

## 概要

### 所在地
- 郵便番号：069-0854[1]
- 所在地：北海道江別市大麻中町26番地の4[1]

### 業務時間
- 月曜日～金曜日 8時45分～17時15分（祝日と年末年始の閉庁期間を除く）[1]

## 取扱業務
大麻出張所の取扱業務は以下の通りである。
- 住民票・印鑑登録・戸籍（住民登録、印鑑登録、戸籍届出、住民票・印鑑登録証明・戸籍などの各種証明）
- 個人番号カード・公的個人認証
- 税金の支払い、税金関係の証明書
- 子ども・学校（出産、医療費助成、転校など）
- 福祉、医療、年金、国民健康保険など
- 介護保険（要介護・要支援認定）の申請
- 相談窓口の開設（家庭生活相談）